# 코리아 수퍼프리

포뮬러 3 코리아 수퍼프리(영어: International Formula 3 Korea Super Prix)는 1999년부터 2003년까지 경상남도 창원시에서 열린 포뮬러 3 경기이다.